# Вађрајана
Вађрајана (санскрт: vajrayāna - "дијамантско возило") или тантрички будизам је огранак будизма који данас преовлађује у Монголији, Тибету, Ладаку, Непалу, Бутану и међу Тибетанцима који живе у Индији.
Основали су га средњовековни индијски махасидаси. Вађрајана се базирана на литератури познатој као будистичке тантре. Он обухвата праксе које користе мантре, даране, мудре, мандале и визуелизацију божанстава и Буда. Према списима из вађрајане, појам Vajrayāna се односи на једно од три возила или путеве до просветљења, а друга два су сравакајана (такође пежоративно позната као хинајана) и махајана (а.к.а парамитајана).
Најпознатији огранак вађрајане је тибетански будизам.

## Назив
Неки сматрају да се назив “дијамантски пут” односи на “несаломиву” логику коју вађнајанисти користе да одбране своје учење. Према другој теорији, вађрајана будизам заговара изненадно пробуђење, слично удару муње или вађре, одакле му и назив. Елијаде сматра да је гром (вађра) уједно и симбол фалуса, што имплицира сексуални симболизам који прожима тантризам на више нивоа.
Вађрајана се више ослања на тантричку литературу него на традиционалне будистичке списе, па је због тога такође позната и под именом тантрајана, од глагола тантра који значи "ткати". Тантре су текстови настали у окриљу индијског махајана будизма, око 500. године, и састоје се од медитативних пракси чији је циљ да се свакодневна свест трасформише у "пробуђени ум".

## Историја
Вађрајана будизам се појавио у Индији у 6. и 7. веку. Развио се под утицајем утицајем популарног хиндуизма, што се огледа у служењу божанствима и употреби сложених ритуала. Тантрички будизам је у Индији завршио тако што постао изазов махајани у 7. веку, и на крају је потиснуо. Познато је неколико школа индуског тантричког будизма, од којих је најважнија вађрајана.
У 11. веку је вађрајана постала сасвим устаљена на Тибету, где је пролазила кроз даљи развој.

### Махасидски покрет
Тантрички будизам се може пратити до група лутајућих јогија званих махасиде (велики мудраци). Према Рејнолдсу (2007), махасиди потичу из средњовековног периода на северу Индије (3–13 век) и користили су се методе које су се радикално разликовале од оних које су се користиле у будистичким манастирима, укључујући живот у шумама и пећинама и практиковање медитације у посмртним локацијам сличне онима која су практиковали подвижници Шива Капалика. Ови јогијски кругови окупљали су се на тантричким гозбама (ганачакра) често на светим локацијама (пита) и местима (ксетра) која су укључивала плес, певање, сексуалне обреде и употребу табу супстанци попут алкохола, урина, меса итд. Најмање две од махасида цитиране у будистичкој литератури упоредиве су са свецима Шива Нат (Горакшанат и Мацјендранат) који су практиковали Хата јогу.
Према Шуману, покрет зван Сахаја-сиди развио се у 8. веку у Бенгалу. Он је био доминиран дугокосим, лутајући махасидима који су отворено оспоравали и исмевали будистички естаблишмент. Махасиди су следили сидије, магијске моћи попут лета и екстрасензорне перцепције, као и духовно ослобођење.

## Учење

### Петоструки низови
Суштину вађрајане представљају симболичка употреба замишљених божанских облика (мандала), који у исто време представљају пет састојака људске личности, пет тачака у простору (центар и четири угла), пет зала (незнање, мржњу, жудњу, злобу и завист) и пет мудрости (чисти апсолут, налик огледалу, ону која разликује, без установљених разлика и активну), које обично представља петорица буда прозваних Илуминатор, Непоколебљив, Рођен као драгуљ, Безгранична Светлост и Непогрешив Успех.
Петоструки низови, који персонификују људску личност и бескрајни свемир с једне, и изопаченост појавне егзистенције и чистоту будаства с друге стране, представљају главне претпоставке око којих се развија свака тантричка пракса.

### Сексуални симболизам
Тантристи верују да се досезање будаства, поред осталих начина, може постићи и путем сексуалног сједињења. Стога, тантризам често садржи и „скривена значења“, од којих неки може укључивати и сексуални смисао. Елијаде тумачи да је "сваки текст увек отворен за најмање још једно читање". Ha пример, bodhicitta значи „мисао буђења" али на сексуалном нивоу је тајно име за сперму, a prajna је мудрост, али и партнер (конкретни или имагинарни) у ритуалном сексуалном чину.